# مورفریزبورو (کارولینای شمالی)
مورفریزبورو (به انگلیسی: Murfreesboro) شهری در ایالت کارولینای شمالی کشور ایالات متحده آمریکا است که جمعیت آن در سرشماری سال ۲۰۱۰ میلادی، ۲٬۸۳۵ نفر بوده‌است.